# دوفيه ووميه
سينام دوفيه ووميه دوبي ((بالفرنسية: Dové Womé)‏؛ ولد في 8 يونيو 1991 في فيوكبو) هو لاعب كرة قدم توغولي. يلعب حالياً مع فريق الدوري اللاتفي نادي فنتسبيلس.

## روابط خارجية
- دوفيه ووميه على موقع الاتحاد الدولي (مؤرشف)  (الإنجليزية)
- دوفيه ووميه على موقع قاعدة بيانات كرة القدم.إي يو (الإنجليزية)
- دوفيه ووميه على موقع ناشيونال فوتبول تيمز (الإنجليزية)
- دوفيه ووميه على موقع Soccerway.com (الإنجليزية)